# Olivier d'Ormesson (homme politique)
 (octobre 2012).
Si vous disposez d'ouvrages ou d'articles de référence ou si vous connaissez des sites web de qualité traitant du thème abordé ici, merci de compléter l'article en donnant les références utiles à sa vérifiabilité et en les liant à la section « Notes et références ».
Pour les articles homonymes, voir Olivier d'Ormesson et Ormesson.
Olivier d'Ormesson, né le 5 août 1918 à Biarritz et mort le 24 octobre 2012 au Teilloy, commune d'Ouzouer-sur-Trézée (Loiret), est un homme politique français. Membre de l'Académie de Versailles, il est maire d'Ormesson-sur-Marne (Val-de-Marne) de 1947 à 1998, conseiller général de 1955 à 1999, député de 1958 à 1962 et brièvement en 1986, et enfin député européen de 1979 à 1989.

## Biographie

### Famille
Fils du diplomate Wladimir d'Ormesson et de Conchita de Malo y Zayas-Bazán, il est le petit-fils du diplomate Olivier d'Ormesson, ainsi que le cousin de l'écrivain Jean d'Ormesson. Membre de la branche cadette de la famille Lefèvre d'Ormesson, il porte le titre officieux de comte.
Il épouse en 1942 Claude-Joachime de Surian de Bras (1919-2010), fille du commandant Gustave de Surian de Bras (1883-1918). De leur mariage sont nés cinq enfants.

### Carrière
Après des études à l'École supérieure des sciences économiques et commerciales (ESSEC, promotion 1938), il devient Conseiller technique du Figaro puis de 1950 à 1975, Directeur général du Figaro agricole (devenu en 1974 L'Agricole).
Membre du Centre national des indépendants et paysans (CNIP ou CNI), il est maire d'Ormesson-sur-Marne (Val-de-Marne) de 1947 à 1998, conseiller général de 1955 à 1999.
Il est également délégué des maires au conseil d'administration de la région de Paris de 1964 à 1976, député de 1958 à 1962, député européen (élu sur la liste UDF emmenée par Simone Veil) de 1979 à 1984.
En 1984, il est l'une des personnalités de droite à se faire l'avocat d'un rapprochement politique de la droite avec le Front national comme Bruno Chauvierre, Jean Durieux, Édouard Frédéric-Dupont, Guy Le Jaouen, Michel de Rostolan. Il rejoint lui-même le Front national et est réélu au Parlement européen en juin de cette année, cette fois sous les couleurs du parti de Jean-Marie Le Pen. Il devient président du groupe Eurodroite au parlement européen.
En 1985, il participe à la rédaction du programme du FN en vue des élections législatives de l'année suivante, intitulé Pour la France,.
En mars 1986, il mène la liste FN dans le département du Val-de-Marne, qui obtient 11,6 % des suffrages exprimés, mais il démissionne aussitôt pour rester au Parlement européen, cédant son siège au suivant sur la liste.
En 1987, offusqué par les propos de Jean-Marie Le Pen sur les chambres à gaz nazies, Olivier d'Ormesson lui demande de s'excuser. Mais devant le refus qui lui est opposé, l'eurodéputé démissionne à la fois de son poste de président de groupe parlementaire et du Front national, précisant qu'il accordera quand même sa signature de maire à Jean-Marie Le Pen pour qu'il soit présent à l'élection présidentielle de 1988.
En 1989, Olivier d'Ormesson rejoint le CNI accompagné ou suivi d'anciens élus ou cadres du FN, qui avaient eux quitté le parti à la suite du calembour de Jean-Marie Le Pen sur « Monsieur Durafour-crématoire », en septembre 1988.
De 1996 à 1998, d'Ormesson est président du CNI (redevenu CNIP). Lors des législatives de 1997, il noue ainsi un accord électoral entre son parti et le MPF de Philippe de Villiers, sous l'étiquette de La droite indépendante (LDI). Mais les résultats électoraux se révèleront médiocres.
À la fin des années 1990, il se retire de la vie politique, démissionnant de ses mandats.
Olivier d'Ormesson adhère ensuite, jusqu'à sa mort, à la Restauration nationale.
Il s’était retiré dans la commune de Lézignan-la-Cèbe. Il y est inhumé.

## Publications
- François Valentin : 1909-1961. Préface de Henri Massis, Berger-Levrault Nancy, 1964.
- Savimbi Demain la liberté. Avec Yves Bréhéret] et Édouard Sablier. Préf. de Jacques Soustelle, Nouvelles Éditions Latines, 1988.  (ISBN 9782723303842)
- L’escadron de Ségonzac. Préf. du général Lafontaine, postface de Patrice Dunoyer de Segonzac. Nouvelles Éditions Latines, 2001.  (ISBN 9782723320290)

## Décorations
- Officier de la Légion d'honneur[Quand ?]
- Officier de l'ordre national du Mérite
- Croix de guerre 1939–1945
- Chevalier de l'ordre des Palmes académiques
- Officier de l'ordre du Mérite agricole
- Chevalier de l'ordre de la Toison d'or